# Trittame rainbowi
Trittame rainbowi är en spindelart som beskrevs av Raven 1994. Trittame rainbowi ingår i släktet Trittame och familjen Barychelidae.
Artens utbredningsområde är Queensland. Inga underarter finns listade i Catalogue of Life.